# Ј
Ј (minuskel: ј) är en bokstav i det kyrilliska alfabetet, baserad på motsvarande bokstav J i det latinska och har därför samma utseende. Bokstaven används i makedonska, serbiska och azerbajdzjanska där den representerar en palatal approximant /j/ samt i altaiska där den representerar en tonande postalveolar affrikata /dʒ/.

## Teckenkoder i datorsammanhang
| Teckenkoder        | Versal: Ј                  | Gemen: ј                 |
| ------------------ | -------------------------- | ------------------------ |
| Namn (Unicode)     | CYRILLIC CAPITAL LETTER JE | CYRILLIC SMALL LETTER JE |
| Kodpunkt (Unicode) | U+0408                     | U+0458                   |
| HTML               | &#x408;                    | &#x458;                  |